# Pandavapura
Hirode (coneguda com a Roques dels Francesos) fou una vila i antiga estació militar a Mysore avui Karnataka al districte de Mandya a uns 6 km al nord de Seringapatam,. Fou el lloc de residència dels soldats francesos al servei d'Haidar Ali i Tipu Sultan de Mysore, a uns quarters a uns 2 o 3 km de la població. El 1881 figura amb més de tres mil habitants. El desembre de 1882 la seva condició d'estació militar fou suprimida. Modernament va agafar el nom de Pandavapura (ciutat del Pandava) i el nom d'Hirode va restar pel llac situat al nord-est de la ciutat. Pandavapura figura al cens del 2001 amb 18.236 habitants.